# Okolica jarzmowa
Okolica jarzmowa (łac. regio zygomatica) – w anatomii człowieka parzysta okolica głowy położona w obrębie twarzy.
Okolica jarzmowa ma nieregularny sześcioboczny kształt. Od tyłu graniczy z okolicą skroniową; od dołu i tyłu – z okolicą przyuszniczo-żwaczową; od dołu i przodu – z okolicą policzkową; od przodu – z okolicą podoczodołową; od góry i przodu – z okolicą oczodołową; od góry z okolicą czołową.